# Aeroportul Koulamoutou
Aeroportul Koulamoutou (IATA: KOU, ICAO: FOGK) este un aeroport din Koulamoutou⁠(d), Provincia Ogooué-Lolo, Gabon ce deservește zona Koulamoutou⁠(d). A fost numit după zona deservită.
Situat la o altitudine de 326 m, aeroportul dispune de o singură pistă.